# Tmesisternus helleri
Tmesisternus helleri är en skalbaggsart som beskrevs av Kriesche 1926. Tmesisternus helleri ingår i släktet Tmesisternus och familjen långhorningar. Inga underarter finns listade i Catalogue of Life.